# Station Callac
Station Callac is een spoorwegstation in de Franse gemeente Callac. Het wordt bediend door treinen van het netwerk TER Bretagne op het traject Guingamp - Carhaix.